# Rakkosjön
Rakkosjön är en sjö i Sorsele kommun i Lappland och ingår i Umeälvens huvudavrinningsområde. Sjön har en area på 1,48 kvadratkilometer och ligger 545 meter över havet. Sjön avvattnas av vattendraget Dergabäcken (Rakkobäcken).

## Delavrinningsområde
Rakkosjön ingår i det delavrinningsområde (728417-154368) som SMHI kallar för Utloppet av Rakkosjön. Medelhöjden är 563 meter över havet och ytan är 12,89 kvadratkilometer. Det finns ett avrinningsområde uppströms, och räknas det in blir den ackumulerade arean 53,57 kvadratkilometer. Dergabäcken (Rakkobäcken) som avvattnar avrinningsområdet har biflödesordning 3, vilket innebär att vattnet flödar genom totalt 3 vattendrag innan det når havet efter 331 kilometer. Avrinningsområdet består mestadels av skog (52 procent) och sankmarker (33 procent). Avrinningsområdet har 1,81 kvadratkilometer vattenytor vilket ger det en sjöprocent på 14 procent.